# Tournoi de clôture du championnat du Paraguay de football 2012
Navigation
Tournoi précédent Tournoi suivant
Le tournoi de clôture de la saison 2012 du Championnat du Paraguay de football est le second tournoi semestriel de la cent-deuxième saison du championnat de première division au Paraguay. Les douze clubs participants sont réunis au sein d'une poule unique où ils affrontent leurs adversaires deux fois, à domicile et à l'extérieur. À l’issue du tournoi, un classement cumulé des trois dernières années permet de déterminer les deux clubs relégués en deuxième division.
C'est le Club Libertad qui remporte le tournoi après avoir terminé en tête du classement final, avec trois points d'avance sur Club Nacional et quatre sur Club Guaraní. C'est le seizième titre de champion du Paraguay de l'histoire du club.

## Qualifications continentales
Le vainqueur du tournoi Clôture est qualifié pour la Copa Libertadores 2013. De plus, un classement cumulé des deux tournois de la saison permet d’attribuer la troisième place en Copa Libertadores et les quatre clubs qualifiés pour la Copa Sudamericana 2013.

## Les clubs participants
| - Club Libertad - Club Nacional - Cerro Porteño - Club Guaraní - Club Sportivo Carapeguá (es) - Club Sol de América | - Club Cerro Porteño (es) - Club Olimpia - Independiente Campo Grande - Tacuary FC - Club Sport Colombia - Club Rubio Ñu |

## Compétition
Le barème utilisé pour établir le classement est le suivant :
- Victoire : 3 points
- Match nul : 1 point
- Défaite : 0 point

### Classement
| Rang | Équipe                     | Pts | J  | G  | N  | P  | Bp | Bc | Diff |
| ---- | -------------------------- | --- | -- | -- | -- | -- | -- | -- | ---- |
| 1    | Club Libertad              | 47  | 22 | 13 | 8  | 1  | 44 | 16 | +28  |
| 2    | Club Nacional              | 44  | 22 | 14 | 2  | 6  | 36 | 16 | +20  |
| 3    | Club Guaraní               | 43  | 22 | 13 | 4  | 5  | 28 | 19 | +9   |
| 4    | Cerro PorteñoT             | 37  | 22 | 10 | 7  | 5  | 39 | 21 | +18  |
| 5    | Club Sportivo Luqueño      | 33  | 22 | 9  | 6  | 7  | 23 | 24 | -1   |
| 6    | Club Olimpia               | 32  | 22 | 8  | 8  | 6  | 33 | 31 | +2   |
| 7    | Club Cerro Porteño         | 26  | 22 | 7  | 5  | 10 | 19 | 31 | -12  |
| 8    | Club Sol de América        | 25  | 22 | 5  | 10 | 7  | 24 | 26 | -2   |
| 9    | Club Sportivo Carapeguá    | 25  | 22 | 7  | 4  | 11 | 30 | 34 | -4   |
| 10   | Tacuary FC                 | 22  | 22 | 6  | 4  | 12 | 31 | 39 | -8   |
| 11   | Club Rubio Ñu              | 18  | 22 | 4  | 6  | 12 | 18 | 38 | -20  |
| 12   | Independiente Campo Grande | 9   | 22 | 1  | 6  | 15 | 14 | 44 | -30  |

|  | Qualification pour la Copa Libertadores 2013 |
|  | T : Tenant du titre                          |

### Classements cumulés
| Rang | Équipe                     | Pts | J  | G  | N  | P  | Bp | Bc | Diff |
| ---- | -------------------------- | --- | -- | -- | -- | -- | -- | -- | ---- |
| 1    | Club LibertadClo           | 91  | 44 | 26 | 13 | 5  | 84 | 35 | +49  |
| 2    | Cerro PorteñoOuv           | 86  | 44 | 26 | 8  | 10 | 79 | 44 | +35  |
| 3    | Club Olimpia               | 79  | 44 | 22 | 13 | 9  | 63 | 51 | +12  |
| 4    | Club Nacional              | 77  | 44 | 24 | 5  | 15 | 76 | 48 | +28  |
| 5    | Club Guaraní               | 73  | 44 | 21 | 10 | 13 | 56 | 44 | +12  |
| 6    | Club Sol de América        | 60  | 44 | 16 | 12 | 16 | 62 | 53 | +9   |
| 7    | Club Sportivo Luqueño      | 59  | 44 | 15 | 14 | 15 | 46 | 54 | -8   |
| 8    | Club Cerro Porteño         | 53  | 44 | 14 | 11 | 19 | 45 | 60 | -15  |
| 9    | Club Sportivo Carapeguá    | 45  | 44 | 11 | 12 | 21 | 53 | 63 | -10  |
| 10   | Club Rubio Ñu              | 36  | 44 | 9  | 9  | 26 | 42 | 78 | -36  |
| 11   | Independiente Campo Grande | 34  | 44 | 7  | 13 | 24 | 42 | 86 | -44  |
| 12   | Tacuary FC                 | 33  | 44 | 7  | 12 | 25 | 46 | 78 | -32  |

| Rang | Équipe                     | Pts   | J   | G | N | P | Bp | Bc | Diff |
| ---- | -------------------------- | ----- | --- | - | - | - | -- | -- | ---- |
| 1    | Club Libertad              | 1,947 | 132 |   |   |   |    |    |      |
| 2    | Cerro Porteño              | 1,848 | 132 |   |   |   |    |    |      |
| 3    | Club Olimpia               | 1,803 | 132 |   |   |   |    |    |      |
| 4    | Club Nacional              | 1,795 | 132 |   |   |   |    |    |      |
| 5    | Club Guaraní               | 1,636 | 132 |   |   |   |    |    |      |
| 6    | Club Rubio Ñu              | 1,212 | 132 |   |   |   |    |    |      |
| 7    | Club Cerro Porteño         | 1,205 | 132 |   |   |   |    |    |      |
| 8    | Club Sol de América        | 1,167 | 132 |   |   |   |    |    |      |
| 9    | Club Sportivo Luqueño      | 1,030 | 132 |   |   |   |    |    |      |
| 10   | Club Sportivo Carapeguá    | 1,023 | 44  |   |   |   |    |    |      |
| 11   | Tacuary FC                 | 0,985 | 132 |   |   |   |    |    |      |
| 12   | Independiente Campo Grande | 0,977 | 88  |   |   |   |    |    |      |

## Bilan de la saison
| Championnat du Paraguay de football 2012 |                            |
| Champion                                 | Club Libertad (16e titre)  |
| Qualifications continentales             |                            |
| Copa Libertadores 2013                   | Club Libertad              |
| Copa Libertadores 2013                   | Cerro Porteño              |
| Copa Libertadores 2013                   | Club Olimpia               |
| Copa Sudamericana 2013                   | Club Libertad              |
| Copa Sudamericana 2013                   | Cerro Porteño              |
| Copa Sudamericana 2013                   | Club Nacional              |
| Copa Sudamericana 2013                   | Club Guaraní               |
| Promotions et relégations                |                            |
| Promus en Primera División               | Club General Díaz          |
| Promus en Primera División               | Club Deportivo Capiatá     |
| Relégués en División Intermedia          | Tacuary FC                 |
| Relégués en División Intermedia          | Independiente Campo Grande |